# Selección de fútbol sub-23 de China Taipéi
La Selección de fútbol de China Taipéi es el equipo que representa al país en los Juegos Olímpicos, en el Campeonato Sub-23 de la AFC, en los Juegos Asiáticos y en los Juegos de Asia Oriental; y es controlado por la Asociación de Fútbol de China Taipéi.

## Patrocinadores
El equipo olímpico nacional de fútbol de China Taipéi ingresó a la Liga de Fútbol Enterprise se dio a conocer con dos nombres durante las últimas tres temporadas. Los cuales fueron:
- China Steel (2006)
- Fubon Financial (2007-2008)

## Participaciones

### Juegos olímpicos
Para 1900 a 1988, ver Selección de fútbol de China Taipéi
| Año             | Resultado    | Pos.         | PJ           | PG           | PE           | PP           | GF           | GC           |
| --------------- | ------------ | ------------ | ------------ | ------------ | ------------ | ------------ | ------------ | ------------ |
| 1992 hasta 2016 | No clasificó | No clasificó | No clasificó | No clasificó | No clasificó | No clasificó | No clasificó | No clasificó |

### Campeonato Sub-23 de la AFC
| Año   | Pos. | Fase final | Fase final | Fase final | Fase final | Fase final | Fase final | Fase preliminar | Fase preliminar | Fase preliminar | Fase preliminar | Fase preliminar | Fase preliminar |
| Año   | Pos. | PJ         | PG         | PE         | PP         | GF         | GC         | PJ              | PG              | PE              | PP              | GF              | GC              |
| ----- | ---- | ---------- | ---------- | ---------- | ---------- | ---------- | ---------- | --------------- | --------------- | --------------- | --------------- | --------------- | --------------- |
| 2013  | 27°  | -          | -          | -          | -          | -          | -          | 5               | 2               | 0               | 3               | 9               | 20              |
| 2016  | 27°  | -          | -          | -          | -          | -          | -          | 3               | 1               | 0               | 2               | 3               | 8               |
| 2018  | 36°  | -          | -          | -          | -          | -          | -          | 3               | 0               | 0               | 3               | 2               | 14              |
| 2020  | 35°  | -          | -          | -          | -          | -          | -          | 3               | 0               | 1               | 2               | 1               | 15              |
| Total | -    | -          | -          | -          | -          | -          | -          | 14              | 3               | 1               | 10              | 15              | 57              |

### Juegos Asiáticos
| Año             | Resultado      | Pos.     | PJ       | PG       | PE       | PP       | GF       | GC       |
| --------------- | -------------- | -------- | -------- | -------- | -------- | -------- | -------- | -------- |
| 2002 hasta 2014 | No entró       | No entró | No entró | No entró | No entró | No entró | No entró | No entró |
| 2018            | Fase de grupos | 25°      | 4        | 0        | 1        | 3        | 0        | 10       |
| Total           | 1/1            | 25°      | 4        | 0        | 1        | 3        | 0        | 10       |

#### Juegos de Asia Oriental
- 2005: Fase de grupos

## Resultados recientes
Victoria      Empate      Derrota
| Juegos Asiáticos de 2018; 10 de agosto de 2018 | Palestina | 0-0     | China Taipéi | Estadio Patriota Candrabaga, Bekasi, Indonesia |                          |
| 19:00 UTC +7                                   |           | Reporte |              | Árbitro(s): Kim Dae-yong                       | Árbitro(s): Kim Dae-yong |

| Juegos Asiáticos de 2018; 12 de agosto de 2018 | Indonesia                                      | 4-0     | China Taipéi | Estadio Patriota Candrabaga, Bekasi, Indonesia |                            |
| 19:00 UTC +7                                   | Lilipaly 67', 76' · Beto 71' · Hargianto 90+3' | Reporte |              | Árbitro(s): Ammar Mahfoodh                     | Árbitro(s): Ammar Mahfoodh |

| Juegos Asiáticos de 2018; 15 de agosto de 2018 | China Taipéi | 0-4     | Hong Kong                             | Estadio Patriota Candrabaga, Bekasi, Indonesia |                            |
| 16:00 UTC +7                                   |              | Reporte | Tan Chun Lok 5', 37' · Tarrés 9', 41' | Árbitro(s): Suhaizi Shukri                     | Árbitro(s): Suhaizi Shukri |

| Juegos Asiáticos de 2018; 20 de agosto de 2018 | China Taipéi | 0-2     | Laos                                   | Estadio Pakansari, Cibinong, Indonesia |                        |
| 19:00 UTC +7                                   |              | Reporte | Phommalivong 5' · Bounmalay 74' (pen.) | Árbitro(s): Ali Shaban                 | Árbitro(s): Ali Shaban |

| Eliminatoria para el Campeonato Sub-23 de la AFC 2020; 22 de marzo de 2019 | Corea del Sur | 8-0     | China Taipéi | Estadio Olímpico de Nom Pen, Nom Pen, Camboya                 |                                                               |
| 17:00                                                                      | Lee Dong-jun 14', 33' · Seo Gyeong-ju 39' · Lee Si-heon 68' · Cho Young-wook 69' · Lee Dong-gyeong 72', 73', 85' | Reporte |              | Asistencia: 1.113 espectadores Árbitro(s): Sultan Al-Marzooqi | Asistencia: 1.113 espectadores Árbitro(s): Sultan Al-Marzooqi |

| Eliminatoria para el Campeonato Sub-23 de la AFC 2020; 2 de marzo de 2019 | China Taipéi | 0-6     | Australia                                                         | Estadio Olímpico de Nom Pen, Nom Pen, Camboya              |                                                            |
| 17:00                                                                     |              | Reporte | Majok 18', 24' · Deng 45+3' · Mourdoukoutas 50' · Waring 63', 88' | Asistencia: 424 espectadores Árbitro(s): Yaqoob Abdul Baki | Asistencia: 424 espectadores Árbitro(s): Yaqoob Abdul Baki |

| Eliminatoria para el Campeonato Sub-23 de la AFC 2020; 26 de marzo de 2019 | Camboya       | 1-1     | China Taipéi | Estadio Olímpico de Nom Pen, Nom Pen, Camboya                |                                                              |
| 20:00                                                                      | S. Kakada 40' | Reporte | Ponder 57'   | Asistencia: 1.662 espectadores Árbitro(s): Mohammed Al-Hoish | Asistencia: 1.662 espectadores Árbitro(s): Mohammed Al-Hoish |

## Equipo actual
Los siguientes jugadores fueron seleccionados para competir en los Juegos Asiáticos de 2018.

## Entrenadores
- Lee Wai Tong (李惠堂) 1948-1964
- Hsu King Shing (許竟成) 1968
- / Lo Pei (羅北) 1976–1988
- Chiang Chia (江 洽) 1984
- Lee Fu Tsai (李富財) 1992
- (趙榮瑞) 1996
- (陳信安) 2000
- Dragan Škorić 2002
- Peng Wu-sung (彭武松) 2004
- Tsai Shang-ming (蔡尚明) 2008